# Stychoides strandiellus
Stychoides strandiellus là một loài bọ cánh cứng trong họ Cerambycidae.